# Яуру
Яуру́ (ісп. Río Yaurú, порт. Rio Jaurú) — коротка річка в Бразилії, що протікає через штат Мату-Гросу та є одною з головних приток річки Парагвай, частина басейну Куенка-дель-Плата.